# ناحیه کلیولند، میشیگان
ناحیه کلیولند (به انگلیسی: Cleveland Township) یک منطقهٔ مسکونی در ایالات متحده آمریکا است که در Leelanau County واقع شده‌است.
 ناحیه کلیولند ۱۸۳٫۰ کیلومتر مربع مساحت و ۱٬۰۴۰ نفر جمعیت دارد و ۱۷۸ متر بالاتر از سطح دریا واقع شده‌است.